# Gotó
Gotó (五島列) je souostroví patřící Japonsku. Leží 100 km západně od pobřeží Kjúšú a je součástí prefektury Nagasaki. Skládá se ze 140 ostrovů, pětice největších (Fukue, Hisaka, Naru, Wakamacu a Nakadori) mu dala název, který znamená „Pět ostrovů“.
Souostroví má celkovou rozlohu 690 km² a žije na něm okolo 75 000 obyvatel. Nejvyšší bod má nadmořskou výšku 460 metrů.
Hlavními odvětvími ekonomiky jsou rybolov, sběr ježovek, výroba kaméliového oleje a cestovní ruch. Nacházejí se zde památky Světového dědictví UNESCO, řazené mezi Skrytá křesťanská místa regionu Nagasaki. Ostrovy jsou dosažitelné lodí nebo letadlem.